# Louis Gélis
Pour les articles homonymes, voir Gélis.
Louis Gélis est un homme politique français né le 16 août 1886 à Saint-Juéry (Tarn) et décédé le 18 janvier 1940 à Saint-Juéry.

## Biographie
Fils d'ouvrier, il participe à la fondation du syndicat métallurgique de Saint-Juéry. Il milite aussi dans le Parti socialiste SFIO et fréquente un temps Madeleine Jaurès, mais il ne convient pas à la famille de celle-ci. Mobilisé en 1914, il termine la guerre sous-officier.Il est élu conseiller municipal de Saint-Juéry en 1919, et conseiller général du canton de Villefranche-d'Albigeois. Il est candidat aux élections législatives cette année-là dans le Tarn, mais n'est pas élu. Il rallie le Parti communiste, en 1921 et devient en 1924 rédacteur au journal L'Humanité. Fin 1925 il est élu conseiller municipal de Paris pour le quartier de Maison-Blanche (13e arrondissement) et conseiller général de la Seine. Il conserve ces mandats jusqu'à sa mort en 1940. Exclu du Parti communiste en 1929 avec cinq autres conseillers municipaux, il participe à la création du Parti ouvrier et paysan (POP). Il est élu député de la Seine de 1932 à 1940, à Paris (13e arrondissement : quartiers Croulebarbe-Maison Blanche). Il s'inscrit au groupe de l'Unité ouvrière, puis à celui de l'Unité prolétarienne en 1936.

## Sources
- « Louis Gélis », dans le Dictionnaire des parlementaires français (1889-1940), sous la direction de Jean Jolly, PUF, 1960 [détail de l’édition]